# Фадєєв Анатолій Всеволодович
Анатолій Всеволодович Фадєєв (1908—1965) — радянський історик Росії, кавказознавець

## Життєпис
Народився 22.05.1908 в Іркутську.
Після закінчення 1929 гуманітарно-економічного відділення Ленінградського держ. педагогічного ін.-ту ім. О. І. Герцена працював викладачем суспільствознавства в сухумській середній школі. У 1929—1931 проходив службу в червоній армії. Від 1931 працював науковим співробітником Абхазького ін-ту мови та історії Грузинського філіалу АН СРСР. 1934 під керівництвом академіка В. Волгіна брав участь у підготовки публікації документів з історії народів Кавказу. 1935 присуджено вчений ступінь кандидата історичних наук. У другий половині 1930-х переведено на посаду доцента історичного ф-ту ОДУ. Наприкінці 1930-х став завідувачем кафедри історії СРСР ОДУ. У числі перших викладачів ОДУ добровільно пішов на фронт. Брав участь в обороні Одеси, нагороджений орденом Червоної Зірки та медалями. Після закінчення війни чотири роки працював заступником начальника кафедри військової історії Московського Військово-педагогічного ін-ту радянської армії, а потім два роки на посаді доцента кафедри історії СРСР у Ростовському держ. ун-ті. Від 1951 до 1959 доцент, а згодом проф. МДУ. Від 1953 співробітник ін-ут історії АН СРСР, де у квітні 1954 захистив докторську дисертацію на тему «Россия и восточный кризис 20-х годов XIX в.», 1958 отримав звання проф-а. Був автором підручників з історії СРСР для вищих навчальних закладів та середньої школи. Від часу створення журналу «История СССР» входив до його редакційної колегії. Помер 4.10.1965 у Москві.

## Науковий доробок
Написав понад 150 наукових праць, у тому числі 18 книжок, серед яких — 5 монографій. В силу загальної концепції радянській історіографії у перші десятиліття — викриття колоніальної політики самодержавства, основний масив досліджень вченого був присвячений вивченню насильницького підкорення народів Кавказу. Наслідком чого стало видання праць з історії абхазького, осетинського і балкарського народів у ХІХ ст. У фундаментальній роботі «Россия и Кавказ в первой трети XIX в.» показав значення кавказької проблеми у системі зовнішньої політики Росії, відношення до цієї проблеми різних верств російського суспільства та участь в її вирішенні самих народів Кавказу. «Очерки экономического развития Степного Предкавказья в дореформенный период» уперше в історичній літературі розглянув економічне освоєння краю в контексті боротьби феодально-кріпацьких та буржуазних тенденцій соціально-економічно розвитку, що мало велике значення для пояснення особливостей генезису капіталізму на південних окраїнах Росії. Ще одним вектором наукових інтересів історика була військово-патріотична тема. У науково-популярній книжки «Отечественная война 1812 года» виклав події, розкрив морально-політичну перевагу російської армії та відмітив значення перемоги Росії у цій війні для подальшої історії Європи й Азії. Книжка «Подвиг Одессы» витримала три видання — 1958, 1960, 1963. Подвигу героїв, що відстоювали плацдарм поблизу Новоросійська у 1943 присвятив книжку «Герои Малой Земли». Останнім вагомим внеском у розвиток історичної науки стала участь у роботі над виданням багатотомної «Истории СССР с древнейших времён до наших дней» — завідувач сектору дожовтневого періоду. Близько 40 статей історика увійшли до «БСЭ».

## Праці
- Русский царизм и крестьянская реформа в Абхазии. — Сухуми, 1932; Абхазия в первой четверти ХІХ в. // Труды ОГУ. Т. І. — Одесса, 1939;
- Одесский университет за 75 лет (1865—1940). — Одесса, 1940 (член колективу авторів);
- Декабристы на Дону и на Кавказе. Исторический очерк. — Ростов-на-Дону, 1950;
- Суворов на Дону и в Приазовье. — Ростов-на-Дону, 1950;
- Героическая оборона Одессы в 1941 г. — М., 1955;
- Герои Малой Земли. — М., 1957;
- Очерки экономического развития Степного Предкавказья в дореформенный период. — М., 1957;
- Россия и восточный кризис 20-х годов XIX в. — М., 1958;
- Подвиг Одессы. — М., 1958;
- Россия и Кавказ в первой трети XIX в. — М., 1960;
- Отечественная война 1812 года. — М., 1962;
- Эхо революции 1905 года. — М., 1965;
- Россия и народы Северной Азии. Вклад русского народа в экономическое и культурное развитие Сибири. — М., 1965;
- Идейные связи и культурная жизнь народов дореформенной России. — М., 1966.